# Байкенов, Кадыр Каркабатович
Кадыр Каркабатович Байкенов (каз. Қадыр Қарқабатұлы Бәйкенов; 10 октября 1944, Куршимский район, Восточно-Казахстанская область, Казахская ССР — 31 августа 2022) — казахстанский государственный и политический деятель.

## Биография
Родился 10 октября 1944 года в селе Кумашкино Курчумского района Восточно-Казахстанской области. Происходит из рода уак.
В 1961 году окончил среднюю школу в г. Уральске.
В 1966 году окончил Московский станкоинструментальный институт по специальности «инженер-механик».
В 1983 году поступил и 1985 году окончил Академию народного хозяйства при Совете Министров СССР по специальности «ведущий специалист по управлению народным хозяйством».

## Трудовая деятельность
С 1967 по 1985 годы — инженер-конструктор, начальник цеха, заместитель начальника по производству, заместитель главного инженера, секретарь парткома, заместитель директора по экономике завода тяжелого машиностроения Алма-Атинский завод тяжёлого машиностроения.
С 1985 по 1987 годы — секретарь Алма-Атинского обкома компартии Казахстана.
С 1987 по 1989 годы — заместитель Председателя Совета Министров Казахской ССР.
С 1989 по 1991 годы — первый секретарь Алма-Атинского горкома Компартии Казахстана и председатель Алма-Атинского горсовета.
С 1991 по 1993 годы — заместитель Премьер-министра Республики Казахстан.
С 1993 по 1994 годы — министр энергетики и топливных ресурсов Республики Казахстан.
С 1994 по 1995 годы — председатель Комитета по оборонной промышленности при Кабинете Министров Республики Казахстан.
С 1998 по 1999 годы — президент национальной компании ЗАО «Казатомпром».
С 1999 года — президент ТОО «Компания „Инвестконсалтинг“».

## Общественная деятельность
С 2001 года — председатель правления Конфедерации работодателей (предпринимателей) Республики Казахстан.
С 2002 года — председатель совета Союза инжиниринговых компаний Республики Казахстан.
С 2005 года — член правления и вице-президент Международного конгресса промышленников и предпринимателей.
С октября 2012 года по октябрь 2013 года — председатель совета Международного конгресса промышленников и предпринимателей.

## Награды и звания
- Почётная грамота Республики Казахстан (10 декабря 2001 года) — за заслуги перед государством, значительный вклад в социально - экономическое и культурное развитие страны, а также в связи с 10-летием независимости республики наградить государственными наградами Республики Казахстан[2]
- нагрудный знак «Почетный нефтяник Российской Федерации» (2003)
- Орден Курмет (2013, Казахстан)[3][4]
- Орден Дружбы (4 августа 2016 года, Россия) — за большой вклад в развитие делового, экономического и гуманитарного сотрудничества с Российской Федерацией[5][6]
- Орден Парасат (2 декабря 2021 года, Казахстан);[7]